# Heißer Sand
«Heißer Sand» (с нем. — «Горячий песок») — песня, записанная итальянской певицей Миной в 1962 году специально для немецкоязычного музыкального рынка. Песня была написана немецким композитором Вернером Шарфенбергером и автором текстов Куртом Фельцем.
Песня была выпущена синглом в апреле 1962 года в Германии на лейбле Polydor Records, а 12 мая 1962 года заняла первое место в немецком чарте синглов, которое удерживала 9 недель. За первые шесть недель в Германии было продано 150 000 копий, а всего 700 000; по всему миру было продано более миллиона копий .
В дополнение к немецкой Мина записала испанскую («Un desierto»), французскую («Notre étoile») и итальянскую («Sì, lo so») версии. Итальянская версия появилась в альбоме Stessa spiaggia, stesso mare (1963).

## Список композиций
7"-сингл
A. «Heißer Sand» — 2:55
B. «Ein treuer Mann» (Вернер Шарфенбергер, Фини Буш) — 3:45

## Участники записи
- Вокал — Мина
- Оркестр Вернера Шарфенбергера

## Чарты
| Чарт (1962)                 | Высшая позиция |
| --------------------------- | -------------- |
| Австрия                     | 1              |
| Нидерланды (Single Top 100) | 1              |
| ФРГ (GfK)                   | 1              |

## Кавер-версии
- Аннеке Грёнло выпустила голландскую версию под названием «Brandend Zand» в июле 1962 года (слова Джонни Хоуза). Её версия также заняла первое место в голландских чартах и удерживала эту позицию в течение двух недель[11].
- В 1963 году Лесли Гор записала англоязычную версию под названием «I Would» (слова Эдны Льюис) для своего дебютного альбома I'll Cry If I Want To.
- Для рынка Великобритании Рон Гудвин записал песню со своим оркестром под названием «Hot Sand» в качестве инструментального произведения.
- Конни Фрэнсис записала немецкую версию для своего альбома Melodien, die die Welt erobern (1966). Оригинальный музыкальный трек также использовался здесь, потому что Polydor был немецким дистрибьютором американского лейбла Конни Фрэнсис MGM Records.